# Desa Plandirejo (administrativ by i Indonesien, lat -8,28, long 112,03)
Desa Plandirejo är en administrativ by i Indonesien.   Den ligger i provinsen Jawa Timur, i den västra delen av landet, 600 km öster om huvudstaden Jakarta.